# Неліпино
Нелі́пино — село в Україні, у Неліпинській сільській громаді, Мукачівського району, Закарпатської області. Населення становить 3653 особи. До 2020 року села Неліпино, Вовчий та Сасівка підпорядковувалися Неліпинській сільській раді, а село Ганьковиця — Ганьковицькій сільській раді Свалявського району Закарпатської області, нині усі чотири села входять до складу Неліпинська сільської громади Мукачівського району, Закарпатської області.

## Назва
У 1995 році назву села Неліпине змінено на Неліпино, тобто на одну літеру.

## Географія

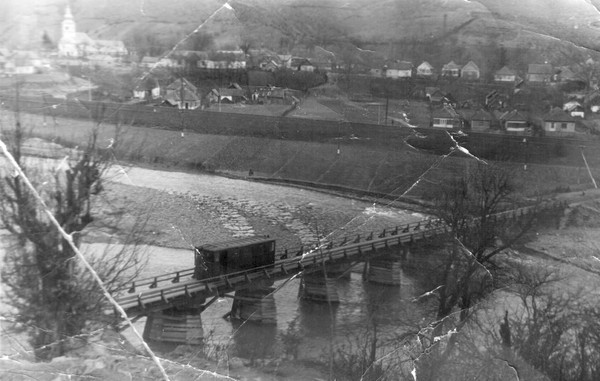
Неліпино, початок XX ст.

Село Неліпино розташоване в долині річки Латориці, за 71 км від обласного центру та 32 км від районного центру. Найближча залізнична станція Неліпіно розташована на південному заході населеного пункту. Через територію села протікають річки Латориця і Вича.

## Населення
У 1816 році у селі мешкало 423 особи. Згідно з переписом УРСР 1989 року чисельність наявного населення села становила 3637 осіб, з яких 1799 чоловіків та 1838 жінок.
За даними всеукраїнського перепису населення 2001 року в селі Неліпино мешкало 3554 особи, у 2023 році — 3653 особи.
Мова
Розподіл населення за рідною мовою за даними перепису 2001 року був наступним:
| українська | 2713 | 76,34 |
| русинська  | 794  | 22,34 |
| російська  | 19   | 0,53  |
| угорська   | 6    | 0,17  |
| молдовська | 2    | 0,06  |
| білоруська | 1    | 0,03  |
| словацька  | 1    | 0,03  |
| інші       | 18   | 0,50  |

## Назва
Виявляється, до заснування села на берегах Вичі росли липи, під якими й облаштували собі місце перші поселенці. З цих дерев вони зробили собі й промисел: липу рубали, кололи на скалки, сушили та ставили у посуд з олією. Відтак після цього утворювалися так звані гніти, які ввечері палили в хатах для освітлення. Люди із довколишніх поселень, коли йшли за «освітленням із лип», казали: йдемо на липино. Через це місцину й назвали Неліпино.

## Історія
Перша згадка про село є в документах за 1430 рік. В Урбанському описі за 1641 рік село мало назву «Нолліпена», тоді як старою русинською мовою це слово означало «липа». Кількість жителів села значно скоротилася під час військових походів Ракоці та Текелі. Згідно з описом 1691 року з 38 кріпацьких хат і садиб залишилося лише 13. Князівство тоді належало родинам Романович, Фалес та Богуш, і щорічно управління селом переходило від одного роду до іншого. Священиком Неліпина на той період був Шимон Поп, який через бідність платив податок всього два форинти (замість чотирьох). Дерев'яна церква святої Параски Мучениці в селі вже на той час була старою (1635 рік).
На 1749 рік в селі нараховувалося 30 дворів, а мешканці тримали 15 волів, 37 корів, 2 коні, 38 свиней та 30 вуликів.
У письмових джерелах за 1798 рік є запис про Неліпинську дерев'яну церкву, збудовану 1758 року в урочищі «Городи». Філіями парафії були села Сасівка, Вовчий, Оса.
За часів податкових реформ 60—70-х років XVIII століття у Неліпині була створена управа з п'яти осіб: Ласкоріх Іван (староста), Текач Іван, Плоскіна Павло, Фалеси Іван та Петро. З 1785 року в селі почали вести церковну метрику. У 1816 році парохом місцевої церкви був Василь Сускович. Сільські землі належали графській родині Шенборн.
Ще на 1839 рік поряд з Неліпином у статистиці МГКЄ фіксується вже згаданий вище Вовчий (Vicsa Diversorium, et Claviatura), і мешкали тут лише 2 греко-католики, а на 1841 рік крім Вовчого згадується й інше поселення — Оса (Osza Diversorium, et Runcina), де мешкало 6 осіб. Вовчий на цей рік нараховував 4 вірян.

## Пам'ятки, визначні місця

### Церква Вознесіння Господнього
Перша згадка про стародавню дерев'яну церкву належить до 1691 року. У 1733 році згадують дерев'яну церкву святого Михайла з одним дзвоном, священик Іван Фізер мешкав у зручному дерев'яному будинку. У 1798 році є запис про дерев'яну церкву, збудовану 1758 року, що стояла на «Городах». Філіями, крім сусідньої Сасівки, були маленькі поселення Вовчий і Оса.
Теперішня типова мурована церква будувалася, як розповідають, 5 років за священика Атанаса Леґези. Над входом датою спорудження вказано 1851 рік, але, очевидно, це початок робіт. У 1893 році цісар виділив 200 форинтів на будівництво церкви (можливо, на ремонт), фари та обладнання школи. Останній ремонт проведено 1982 року. Нині церква у користуванні релігійної громади Вознесіння Господнього УГКЦ.

## Мінеральні води
Історія неліпинських мінеральних вод тісно пов'язана з історією свалявських мінеральних вод, бо село Неліпино фактично розташоване на південних околицях Сваляви і навіть створені на цих джерелах купелі називалися також Свалявськими.
Перші згадки про Неліпинські води відносяться до 1755 року, коли граф Шенборн, у володінні якого знаходилися ці джерела, відправив до Відня на дослідження Сусківську та Неліпинську води, хоча результати цих досліджень залишилися невідомими. У 1795 році Неліпинську, Пасіцьку, Свалявську, Голубинську воду вивчав А. Sebeok.
Неліпинські вуглекислі лужні води набули такої слави, що їх почала відвідувати і аристократична знать. Це вимусило владу заснувати тут у 1800 році упорядковані купелі. Вони постійно розширювались, модернізувалися і невдовзі стали визнаним і популярним курортом, що налічував 68 жилих помешкань, 22 ванних кабін, у якому був лікар.
З 1843 року неліпинська громада користувалася печаткою з гербом селища, символіка якого, очевидно, нагадувала про курортний характер місцевості: мурована вілла, біля якої росте алея листяних дерев, а вгорі — сонце. Довкола герба напис угорською мовою: HARSFALVA HELYSEGENEK PECSETJE 1843 («Печатка селища Гаршфолво. 1843»).
Одним з орендарів Свалявського філіалу курорту був лікар Л. Карловський. У 1871 року Неліпино стало однією з зупинок залізниці. Так, в 1879 році курорт відвідало 385, а у 1880 році — 419 осіб. Працював він лише з травня по жовтень. Не менш відомим тут був і липовий парк, засаджений при заснуванні курорту. Гості відвідували прилеглі мальовничі місцини — Ждимир, Жденієво, Заньку, Свалявські полонини.
Найбільш показаними для лікування тут були захворювання шлунка, печінки при жировому переродженні та застою жовчі, легенів, сечового міхура, подагра, ревматизм, особливо, що супроводжувались остеопорозом, захворювання селезінки, нервові розлади та інші хвороби. Вода для питного лікування із джерела «Стефанія» використовувалася на місці й тільки ті, хто тут лікувалися, могли вивозити її додому.
Як пише Weisner F. (1935): «В Неліпино є джерело для пиття і купелів «Stepanka» і джерело для купелів. При них діють купелі «Stepanka». Одна з купальних будов існує на вуглекислому лужному джерелі «Stepanka», друга на залізистому джерелі, третя будова для питного лікування. Купелі розташовані на лівому березі річки Вичі, де вона впадає до р. Латориці». Липовий парк, окремі споруди курорту збереглися до 1945 року. Розлив мінеральної води під назвою «Неліпинська» зі свердловини № 21 Неліпинського родовища мінеральних вод було розпочато у 1956 році Свалявським заводом продтоварів, а з 1999 року — під назвою «Поляна Неліпинська» зі свердловини № 20.

## Відомі люди
- Гелебрант Віктор Васильович (1972—2021) — український військовик, молодший сержант Збройних сил України, учасник російсько-української війни.

## Археологічні розвідки
Біля давньої лазні і мінерального джерела, що в околицях села, Тиводар Легоцький у кінці XIX століття зібрав окремі кам'яні знаряддя, очевидно, епохи неоліту. На території Неліпиного виявлено рештки поселень часів неоліту (IV тисячоліття до н. е.) та бронзи (11 тисячоліття до н. е.).

## Туристичні об'єкти
- рештки поселень доби неоліту (IV тисячоліття до н. е.) та бронзи (11 тисячоліття до н. е.);
- Неліпинські вуглекислі лужні води;
- Храм Вознесіння Господнього;
- палац Рудольфа та готель «Ержибет» у Неліпині. Місце відпочинку й оздоровлення для заможних людей прикрила радянська влада: в одноповерховому готелі помістили школу, а із палацу зробили… звичайний господарський склад.
- присілок «Бразилія». В середині 1920-х років 47 % населення Неліпиного було безземельним. Більшість бідняків емігрувала до Бразилії. Повертаючись додому без нічого, вони оселялися на пустирі за річкою, який через це прозвали Бразилією. До речі, у присілку, що розташований між двох закарпатських рік і за яким Вича вливається у Латорицю, є всього дві вулиці. Одна з них так і називається — Бразильська[10].
- чорні хрести. 2009 року лісник поїхав в урочище за кілька кілометрів від села, щоб спиляти аварійне дерево, бо його могла звалити буря. Бук зрізали і хотіли здати на Свалявський лісохімкомбінат, де роблять деревне вугілля. А от забрати з гори його не змогли. Машина не піднімалася вверх і з'їжджала. Так Бог не дав. Там дерево пролежало зиму. А навесні забрали. Лісник порізав на колоди для каміна. Вкинув, а воно не горіло, лиш задиміло. Кругом нього зола тліла, а дрова полум'я обходило. Зі своїм батьком він став їх колоти і не міг, а бук, щоб ви знали, легко піддається. Коли нарешті серцевина відпала, то всередині побачили чорні хрести. Їх нарахували 33 — стільки років земного життя Ісуса Христа. Що дивно, урочище, де зрубали дерево, називається… У Христа. Священики разом з прихожанами оглянули колоди і зрозуміли, що це диво нерукотворне. Освятили його і шматки роздали по селах Свалявського району, в Ужгород у єпархію, а також один завезли в Московську область, де живе дочка Іллі Хіменця. Відтоді минуло сім років. Кожної весни із церкви вирушає хресний хід до урочища, де виросло незвичайне дерево, там проводять службу Божу. Старожили розповідають, що на тому місці під час другої світової війни поховали тіла загиблих. Також пригадують, що за Австро-Угорщини у тому урочищі на кареті розбився один граф. Шматки бука тепер зберігаються у старовинній церкві — при вході, у шафі за склом. На них неозброєним оком видно почорнілі хрести. Щоб побачити це диво, сюди часто приїздять паломники і туристи, із цікавістю оглядають колоди.